# Scopula pedilata
Scopula pedilata là một loài bướm đêm trong họ Geometridae.